# マーシー (映画)
マーシー（原題：Mercy）は、アレックス・ライト脚本、トニー・ディーン・スミス監督、ジョナサン・リース＝マイヤーズ、ジョン・ヴォイト、リア・ギブソン主演の2023年のアメリカ合衆国のアクション映画である。

## あらすじ
元軍人の医師が、勤務先の病院をアイルランドのマフィアに支配され、息子を人質に取られたことから、生き残りを賭けた死闘に身を投じる。

## 配役
- Sean Quinn - ジョナサン・リース＝マイヤーズ
- Patrick Quinn - ジョン・ヴォイト
- Michelle - リア・ギブソン
- Ellis - セバスチャン・ロバーツ (俳優)（英語版）
- Ryan Quinn - Anthony Konechny
- Johnno - Patrick Roccas
- Bobby - Anthony Bolognese
- Mick - ブラッドレイ・ストライカー（英語版）
- Agent Cruz - Caitlin Stryker
- Danny - Mark Masterton
- Nurse Kevin - Ryan Russell
- Dr. Terrence - Bobby Stewart
- Frank - Marc-Anthony Massiah

## 公開
この映画は2023年5月12日に劇場公開され、5月19日にデジタル配信された。 また、2023年6月2日にオンデマンド配信された。当初は5月19日に劇場公開される予定だった。

## 評価
コモン・センス・メディアのジェフリー・M・アンダーソンの、この映画に対する評価は、5つ星中2つ星だった。
第44回ゴールデンラズベリー賞では、ジョン・ヴォイトが最低男優賞を受賞した。